# فورمن (آلاباما)
فورمن (به انگلیسی: Furman) یک منطقهٔ مسکونی در ایالات متحده آمریکا است که در شهرستان ویلکاکس، آلاباما واقع شده‌است. فورمن ۸۹٫۰ متر بالاتر از سطح دریا واقع شده‌است.